# Хайнрих Густаф Готлоб фон Райхенбах-Гошюц
Хайнрих Густаф Готлоб фон Райхенбах-Гошюц (на немски: Heinrich Gustav Gottlob Graf von Reichenbach-Goschütz; * 26 ноември 1731 в Гошюц, Долносилезко войводство, Полша; † 11 март 1790, Гошюц, Долна Силезия) е граф на Райхенбах, свободен и племенен господар на Гошюц, „генерален наследствен пощенски-майстер“ на Силезия, катедрален господар/домхер на Магдебург. Фамилията му е значима и влиятелна протестантска магнат-фамилия в Силезия. Гошюц е издинат 1752 г. от пруския крал на „Свободно племенно господство“.

## Произход
Той е най-големият син на граф Хайнрих Леополд фон Райхенбах-Гошюц (1705 – 1775), свободен и племенен господар на Гошюц, „генерален наследствен пощенски-майстер“ на Силезия, и първата му съпруга графиня Хелена Агнес фон Золмс-Вилденфелс (1707 – 1735), дъщеря на граф Хайнрих Вилхелм фон Золмс-Вилденфелс (1675 – 1741) и графиня Хелена Доротея Трушсес фон Валдбург (1680 – 1712). Баща му се жени втори път през 1737 г. за принцеса Фридерика Шарлота фон Шьонайх-Каролат (1720 – 1741) и трети път през 1742 г. за принцеса Амалия Мария/Мариана Анна фон Шьонайх-Каролат (1718 – 1790), сестра на втората му съпруга.
Брат е на Кристоф Хайнрих фон Райхенбах-Гошюц (1733 – 1772), пруски полковник-лейтенат, Хайнрих Леополд фон Райхенбах (1733 – 1805), и полубрат на Фридрих Хайнрих Емил фон Райхенбах-Гошюц (1745 – 1795) и Карл Хайнрих Фабиан фон Райхенбах-Гошюц (1746 – 1828).

## Фамилия
Първи брак: на 30 юни 1754 г. в Ебелебен с принцеса Шарлота Августа фон Шварцбург-Зондерсхаузен (* 9 февруари 1732, Ебелебен; † 11 юни 1774, Фестенберг), дъщеря на принц Август I фон Шварцбург-Зондерсхаузен (1691 – 1750) и принцеса Шарлота София фон Анхалт-Бернбург (1696 – 1762). Те имат 16 деца:
- София Амалия Хенриета фон Райхенбах-Гошюц (* 9 април 1755, Фестенберг; † 31 януари 1797, Кайзерсвалдау), омъжена на 16 май 1770 г. във Фестенберг, Полша, за чичо ѝ граф Хайнрих Леополд фон Райхенбах (* 28 март 1733, Гошюц; † 25 февруари 1805, Зорау)
- Фридерика Вилхелмина Гюнтерина фон Райхенбах-Гошюц (* 29 октомври 1756, Гошюц; † 26 февруари 1757, Гошюц)
- София Каролина Хенриета фон Райхенбах-Гошюц (* 12 декември 1757, Фестенберг; † 12 април 1799, Мушлиц), омъжена на 13 юни 1781 г. в Гошюц за граф Ердман фон Редерн (* 30 май 1742, Холщайн; † 3 март 1820, Ростерсдорф)
- Фридерика Шарлота фон Райхенбах-Гошюц (* 9 март 1759, Фестенберг; † 26 февруари 1841, Бреслау), омъжена на 6 ноември 1784 г. във Фестенберг за Фридрих Вилхелм фон Гьоцен (* 20 март 1734, Грюнтал, Обербарним; † 15 март 1794, Глац)
- Кристина Августа Шарлота фон Райхенбах-Гошюц (* 26 февруари 1760, Ебелебен; † 30 април 1814, Цесел), омъжена на 18 май 1784 г. в Гошюц за чичо ѝ граф Карл Хайнрих Фабиан фон Райхенбах-Гошюц (* 26 ноември 1746, Гошюц; † 24 април 1828, Цесел)
- Вилхелмина Луиза Шарлота Хенриета фон Райхенбах-Гошюц (* 25 март 1761; † 17 април 1773)
- Хайнрих Фридрих Вилхелм фон Райхенбах-Гошюц (* 26 април 1762; † 25 декември 1773)
- Хайнрих Карл Леополд фон Райхенбах-Гошюц (* 27 август 1763; † 19 декември 1763)
- син (*/† 16 януари 1765)
- Фридрих Хайнрих Леополд фон Райхенбах-Гошюц (* 17 юни 1766; † 28 юли 1768)
- Шарлота Мариана фон Райхенбах-Гошюц (* 21 юни 1767, Гошюц; † 30 ноември 1817), омъжена на 19 юли 1792 г. в Гошюц за граф Ото фон Бургхаус (* 23 юни 1765, Мюлачюц; † 27 май 1840)
- Хайнрих Леополд Готлоб фон Райхенбах-Гошюц (* 23 декември 1768, Фестенберг; † 20 май 1816, Гошюц), пост-майстер на Силезия, женен на 28 юни 1793 г. в Кличдорф за графиня Йохана Франциска фон Золмс-Барут (* 11 юни 1776, Кличдорф; † 3 юли 1840, Кьорниц при Трахенберг), дъщеря на граф Йохан Кристиан II фон Золмс-Барут (1733 – 1800) и Фридерика Луиза София Ройс-Кьостриц (1748 – 1798)
- Луиза Беата Хенриета фон Райхенбах-Гошюц (* 13 юли 1770; † 26 юли 1777)
- Хайнрих Йахим Карл фон Райхенбах-Гошюц (* 5 декември 1771; † 28 декември 1771)
- Хайнрих Йоахим Кристоф фон Райхенбах-Гошюц (* 30 декември 1772, Фестенберг; † 27 декември 1845, Шьонвалд), пруски полковник-лейтенант, женен на 8 септември 1816 г. в Гошюц за графиня Елиза фон Райхенбах-Гошюц (* 31 август 1795, Гошюц; † 4 декември 1871, Лойбус), дъщеря на брат му Хайнрих Леополд Готлоб фон Райхенбах-Гошюц (1768 – 1816)
- Хайнрих Вилхелм фон Райхенбах-Гошюц (* 29 май 1774; † 11 август 1777)

Втори брак: на 28 май 1776 г. в Роксбург с графиня Каролина Антония Луиза фон Шьонбург-Рокхсбург (* 8/28 декември 1752, Димантщайн; † 15 юни 1818, Фестенберг), дъщеря на граф Хайнрих Ернст фон Шьонбург-Роксбург (1711 – 1777/1778) и фрайин Магдалена Луиза Елстерн фон Едерхаймб (1720 – 1798). Те имат пет деца:
- Хайнрих Ернст фон Райхенбах-Гошюц (* 17 юли 1777, Гошюц; † 1 април 1855, Бреслау), женен на 12 април 1807 г. в Кьотриц за графиня Емилия Ройс-Кьотриц (* 5 януари 1787, Кьостриц; † 17 юни 1854, Бреслау); няма деца
- Луиза Вилхелмина Емилия фон Райхенбах-Гошюц (* 11 април 1780; + 17 ноември 1856)
- Каролина Хенриета Вилхелмина фон Райхенбах-Гошюц (* 24 декември 1783; + 23 октомври 1809)
- Фридрих Вилхелм Хайнрих фон Райхенбах-Гошюц (* 3 март 1785; + 16 юни 1847)
- Хенриета Ернестина фон Райхенбах-Гошюц (* 8 октомври 1786; + 3 юли 1787)